# ジャガー・XJS

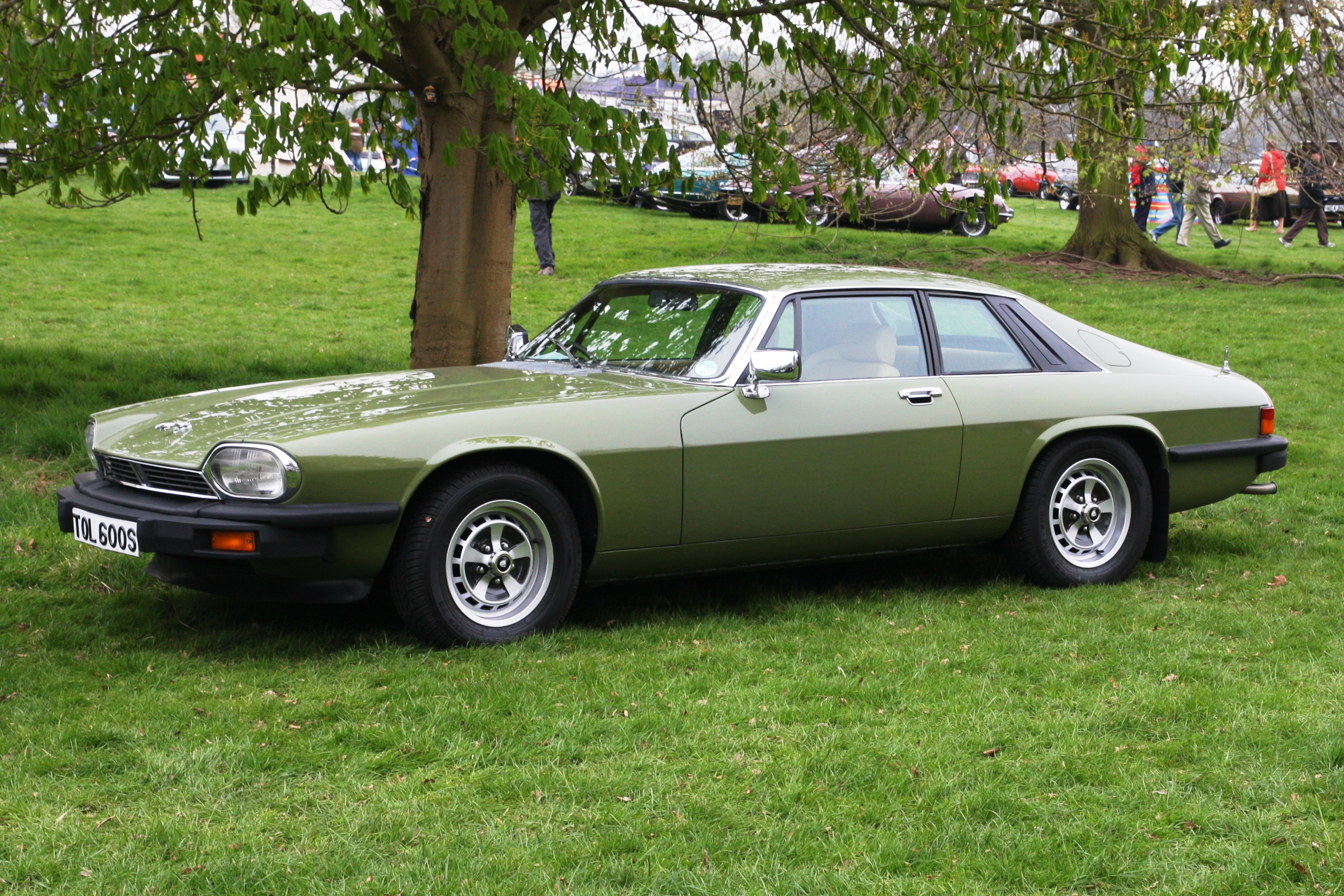
78年製XJS

XJ-S（Jaguar XJ-S ）およびXJS（Jaguar XJ-S ）は、イギリスの高級車メーカージャガーが1975年から1996年まで販売したクーペおよびオープンカー型の乗用車（グランツーリスモ）である。

## 概要
スポーツカーであったEタイプの後継車種として当初「XK-F」というコードネームを与えられた。しかし新たな市場を開拓しようと高級グランツーリスモとしての開発が進められたため後に「XJ27」に改められた。
デザインはEタイプを手がけ1970年に急死したマルコム・セイヤーズによるアイデアを元にしたものである。風洞実験を繰り返した結果、リアウインドウの周りには特徴的なフィンが備えられることになり、これがXJ-Sの大きな特徴のひとつとなっている。
当初Eタイプからキャリーオーバーした5,344ccのV型12気筒SOHCエンジンを搭載した。後に3,590ccの直列6気筒DOHCエンジンが加えられ、それぞれ最終的には5,993ccと3,980ccに発展した。V型12気筒モデルが3速オートマチックトランスミッション（後に4速）および4速マニュアルトランスミッションを搭載、直列6気筒モデルが4速オートマチックトランスミッションおよび5速マニュアルトランスミッションを搭載した。
シャシーはXJサルーンのものを使い、ホイールベースを2,590mmに切り詰めて作られた。したがってサスペンション形式はフロントにダブルウィッシュボーン、リヤにウイッシュボーン（ショックを左右それぞれに2本ずつ使う）を採用するという、XJと全く同じものとなっている。しかし、サスペンションチューニングは異なっており、ホイールベースの短縮ともあいまって、サルーンよりも運動性能は高かった。
1991年のマイナーチェンジ時に、車名を「XJ-S」からハイフン抜きの「XJS」に変更している。

## 歴史

### XJ-S

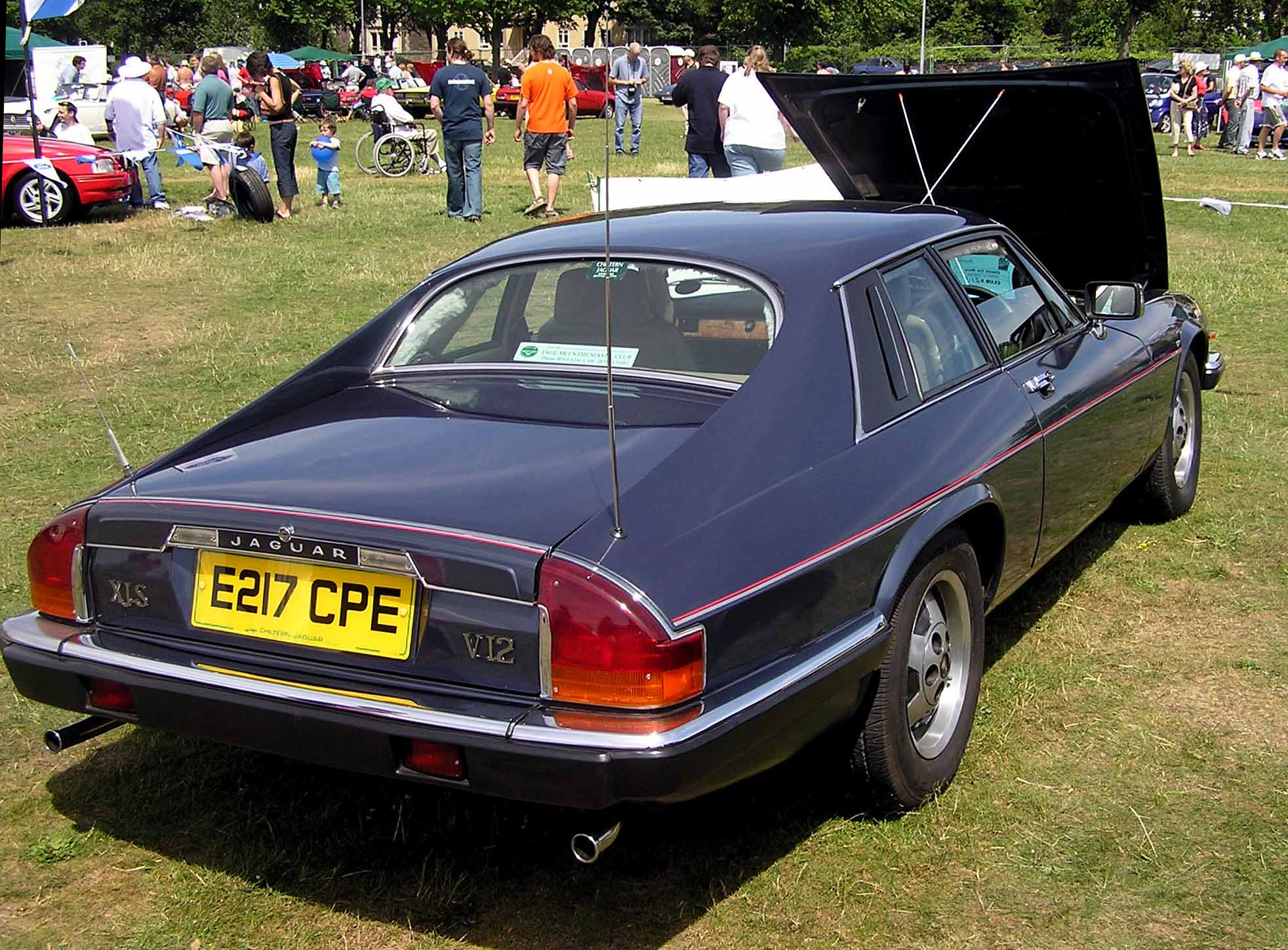
XJ-S（1988年）リアビュー

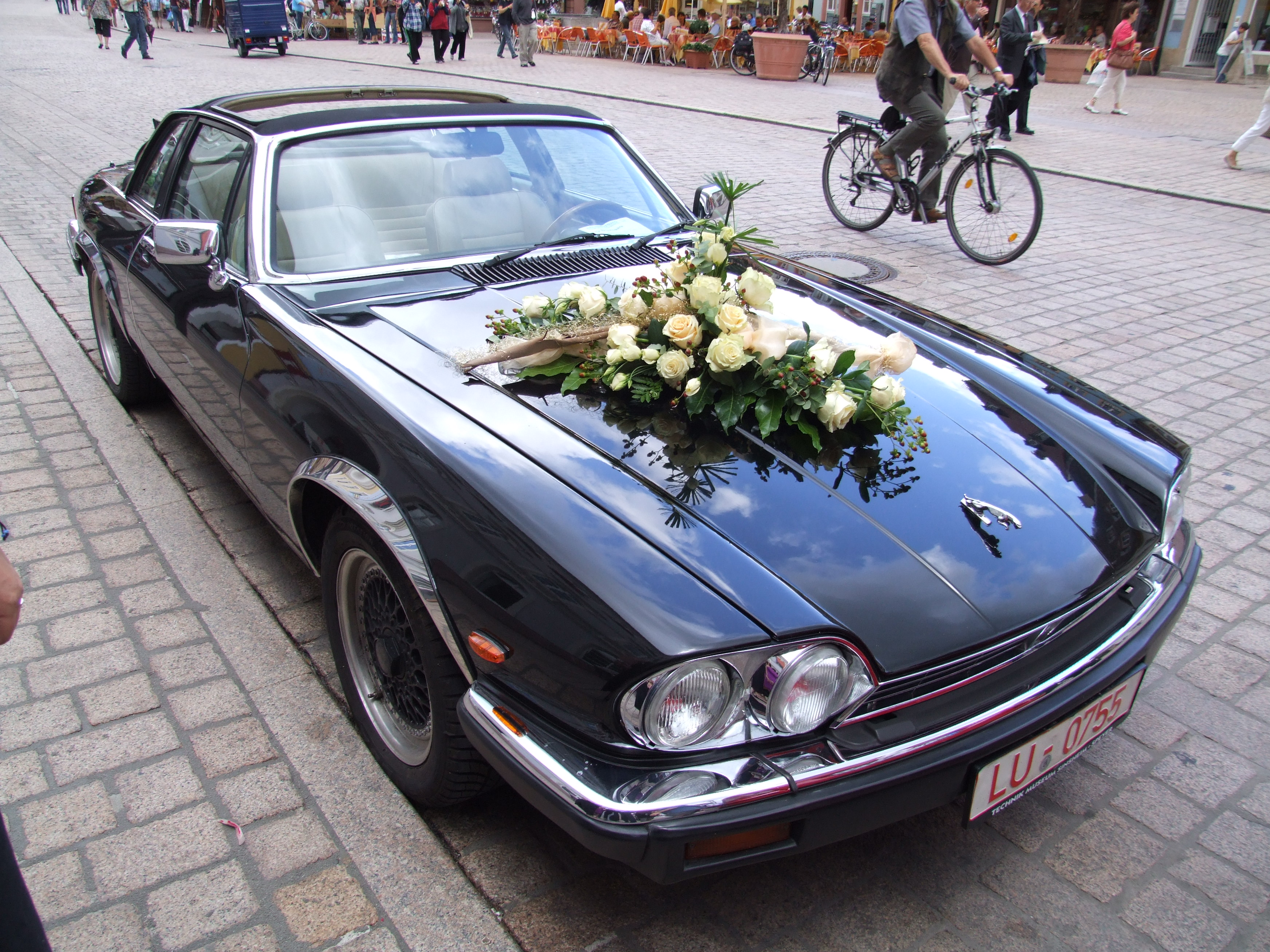
XJ-SC

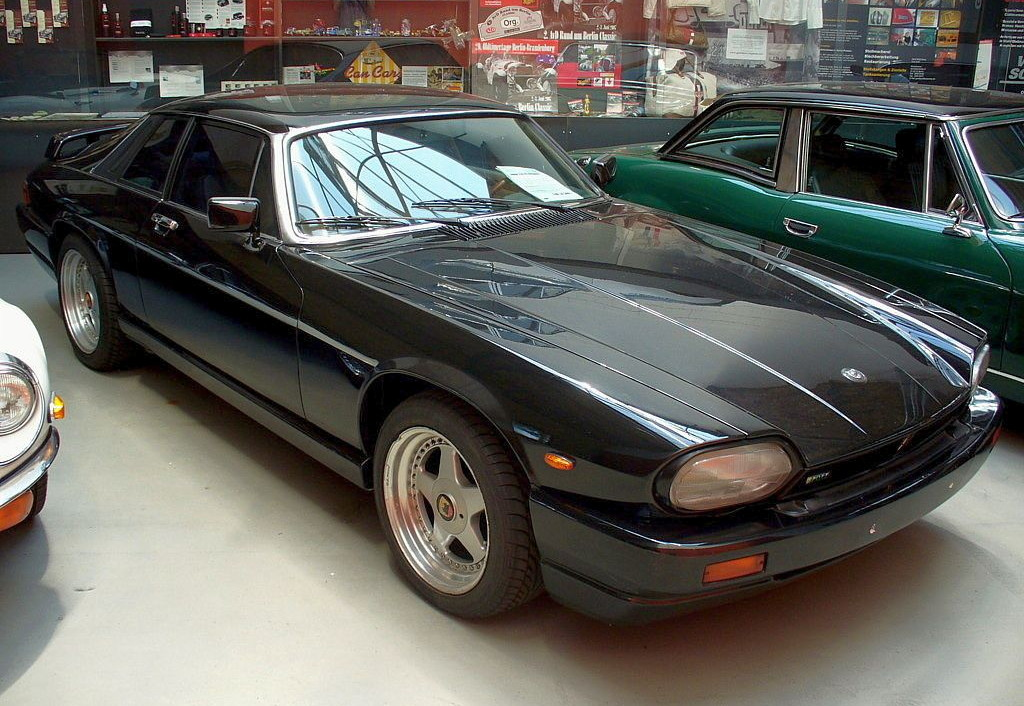
XJR-S（ホイールは社外品に換装）

- 1975年9月[1] - デビュー。Eタイプと異なり、当初ボディ形状はクーペのみであった。エンジンは内径φ90.0mm×行程70.0mmのV型12気筒SOHCで、ルーカスの電子式インジェクションを装備、5,344ccから285hp/5,500rpm、40.6kgm/3,500rpm[2]を発揮したが、日本仕様は51年排ガス規制に適合させるため244hp/5,250rpm、37.1kgmと低下している。最高速は4速MTモデルで220km/h[1]、本国仕様で241km/h[3]、240km/h以上[4]などの数値がある。トランスミッションは4速MT[3]またはボルグワーナー製BW12型3速AT[4]。アメリカ仕様はヘッドライトが丸型4灯式に変更され、バンパーも大型化された。内装はジャガー独特のウッドとベニヤに満たされた空間ではなく、ダッシュボードは黒一色のビニール合皮で覆われていた。
- 1981年 - マイナーチェンジ。V型12気筒エンジンがスイスのエンジニア、ミハエル・マイの発案による『ファイアボール』ヘッドを搭載したHEエンジン（HEはHigh Efficiency 、高効率の意）に換えられ、車名にも「HE」の2文字が加えられた。圧縮比は極めて高い12.5に設定され、最高出力は295hp/5,500rpmに強化された[1]。エクステリアではバンパーのクロームモール、インテリアではウッドパネルの採用が最も大きな変更点である。またクルーズコントロールが採用された。
- 1983年 - ウォルター・ハッサンとハリー・マンディが設計した[1]ボアφ91.0mm×ストローク92.0mmの直列6気筒DOHC3,590cc、圧縮比9.6、ルーカスエレクトリックインジェクションを備え221hp/5,000rpm、34.4kgm/4,000rpm[2]のAJ6型（AJはAdvanced Jaguar 、進化したジャガーの意[1]）エンジン[2]を搭載した「XJ-S3.6」が発表され、V型12気筒モデルに追加される形で発売された。カブリオレは車名が「XJ-SC3.6」。エンジンは後にXJ40サルーンに搭載された。トランスミッションは当初ゲトラグ製5速MTのみとされた。カブリオレはフルオープンになるタイプではなく、オープン状態でもBピラーおよびCピラーが残る、いわゆるタルガトップ形式をとっていた。
- 1985年 - V型12気筒のカブリオレ発表。車名は「XJ-SC V12」とされた。
- 1987年 - XJサルーンがXJ40系にシフトしたのを受け、3,590ccモデルでサルーンと同じZF製4HP22型の4速オートマチックトランスミッションが選べるようになった。全モデルでステアリングやウッドパネルなどのインテリアに変更を受け、より豪華な仕立てとなる。9月には「XJ-SC3.6」が生産中止になった。
- 1988年 - 「XJ-SC V12」が生産中止となり、代わりに完全にオープンとなる「XJ-Sコンバーチブル」が発表された[1]。製造はカルマンが担当した。ルーカス製電子インジェクションシステムやコーチラインのデザインなど細かな変更あり圧縮比11.5で255hp/5,000rpm、39.7kgm/3,000rpm[2]。
- 1989年 - V型12気筒・直列6気筒モデルのエンジンがそれぞれ無鉛仕様に変更。ステアリングのティルト機構が採用されるなど細かい変更を引き続き受けた。
- 1990年 - ル・マン24時間レース優勝を記念した限定モデル「XJ-Sル・マン」が発表された。パイピングレザーをあしらった豪華な内装や、サイドシルのロゴなどが通常モデルと異なる。

### XJS

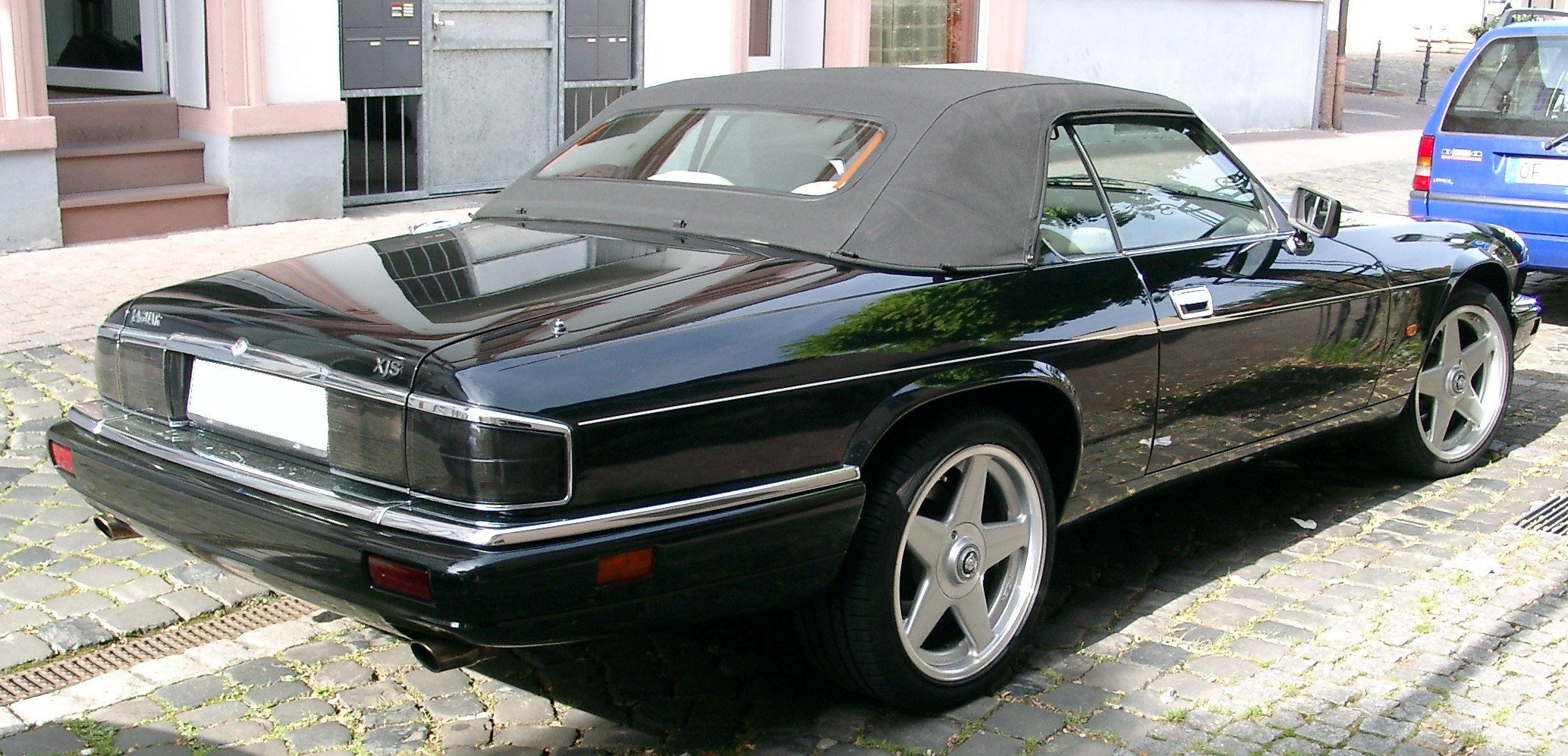
XJSコンヴァーチブル（ホイールは社外品）

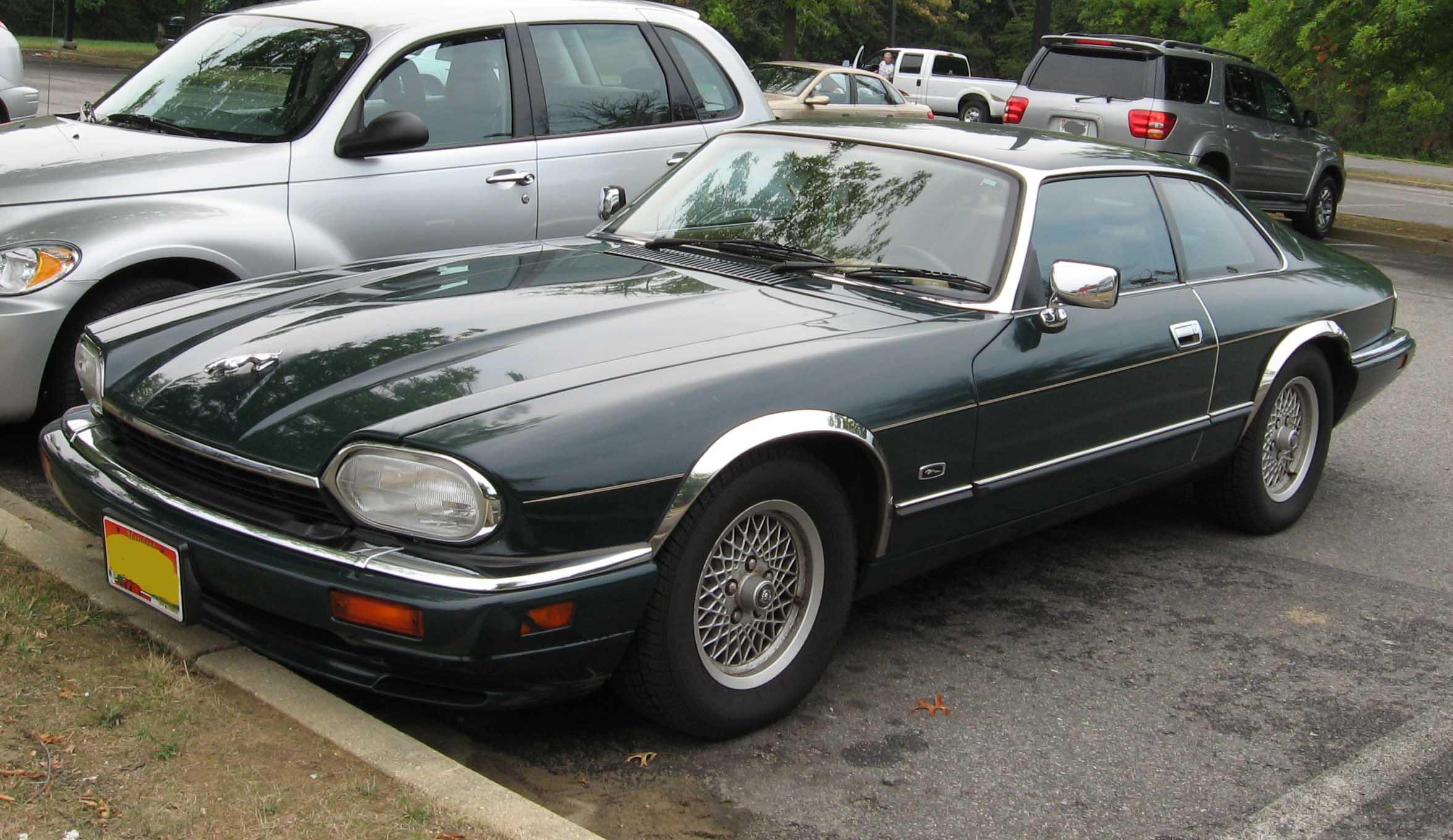
XJS 4.0

- 1991年 - マイナーチェンジにより車名を「XJS」に変更。ボディパネルはおよそ40％が刷新され、生産効率が向上した。ボディ形状はV型12気筒がクーペおよびコンバーチブル、直列6気筒はクーペのみの発表であった。エンジンは直列6気筒が3,980ccに拡大され225PS/4,750rpm、38.3kgm/3,950rpmを発生した。V型12気筒モデルがGM製GM400型3速オートマチックトランスミッションのみとされ、3,980ccモデルのトランスミッションはZF製4HP24型4速電子制御ATまたはゲトラグ製5速MTとされた。外見上最も顕著に変化したのはテールの意匠で、特徴的であった三角形のテールランプは廃止され、スモークアウトされた横長のテールランプとなった。他にも排気量の大きくなったエンジンを収めるためにボンネット形状が改められたり、フロントグリルやサイドリアウィンドウの意匠が変わったりと、変更は多岐に渡っている。内装もそれまでと比べるとずっと豪華になり、メーター類のデザインもXJ40と同様のものに改められた。日本国内におけるモデルのシートは、V型12気筒が本皮シート、直列6気筒モデルはハーフレザーシートという設定であった。本国では4リットルにも本皮シートがオプションで用意された。
- 1992年 - 3,980ccのコンバーチブルが発表された。また運転席のエアバッグが標準装備となった。
- 1993年 - 3,980ccのコンバーチブルが発売された[5]。すべてのモデルが黒い樹脂製バンパーから大型カラードバンパーへ変更された。V型12気筒コンバーチブルが2人乗りから後席を設けた2+2に変更となった。V型12気筒モデルはクーペ・コンバーチブルともにエンジンがボアφ90.0mm×ストローク78.5mmの5,992ccに拡大され300PS/5,350rpm、48.4kgm/2,850rpmを発生した。トランスミッションは3速ATからGM製GM400E型電子制御4速ATに変更された。
- 1994年 - 4リットルモデルのエンジンが、次期XJ（X300）に搭載されるAJ16エンジンに変更された。最高出力は238hp/4,700rpmを発生した。その他変更としては、助手席エアバッグが標準装備となったのに加え、シート形状がヘッドレスト一体型に変更された。V型12気筒モデルのシートはルーシュドレザー（しわを作るように縫い込む製法）とされ、より豪華さを増した。また、エアコンが日本電装製のものになり、信頼性が大幅に向上した。ただし、これらの変更は同時に行われたわけではなく、車によりそれぞれの導入次期が違っている。
- 1995年 - V型12気筒モデルが生産終了。ただし特別に注文があった場合は生産された。翌年の生産中止を控え3,980ccモデルでセレブレーションモデルを発表、日本ではリミテッドとして50台限定発売された。本革シートを標準装備するなど豪華な仕立てとなっていた。
- 1996年 - 全モデル生産終了。XK8が後継車種となる。

## 特殊なモデル
ここでは特に有名なモデルのみ取り上げる。このほかにもケーニッヒやリスターがチューニングを行っている。

### ジャガー・スポーツ
- XJR-S6.0 - 1989年9月、トム・ウォーキンショーが全面的に協力し、TWRとの合弁会社ジャガー・スポーツより発売された[1]。ボアφ90.0mm×ストローク78.5mmで5,992ccにエンジンを拡大し、ザイテックのシーケンシャルインジェクション装備や圧縮比11.2で318hp/5,250rpm、48.5/3,750rpm。最高速度は255km/hに達した。ステアリングホイール、バケットシートは専用。強化された足回りとエアロおよびアロイホイールで武装した特別モデルであった。マイナーチェンジ版は1993年にのみ販売された。エンジンは引き続きボアφ90.0mm×ストローク78.5mmで5,992cc。325PS/5,250rpm、49.3kgm/3,650rpm。タイヤは245/55ZR16[6]。トランスミッションはGM製3速AT。シートはコノリーレザーの中でも最上級のオートラックスを採用している[5]。

### リンクス・モータース

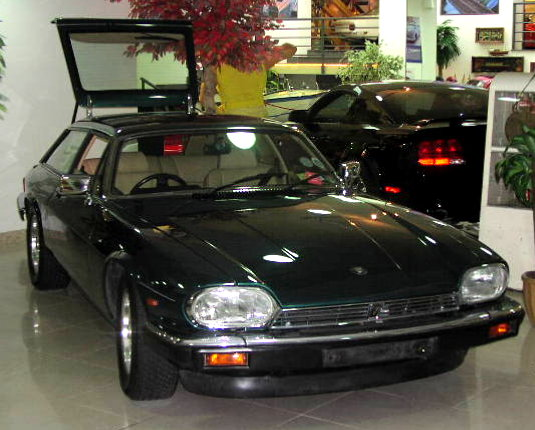
イヴェンター

- XJスパイダー（XJ Spyder ） - XJ-Sクーペをベースに1979年から作られたコンバーチブルモデル。ジャガーディーラーでは入手不可能で、リンクス・エンジニアリングは注文販売のみ行なった。
- イヴェンター（Eventer ） - 1983年に製造が開始されたモデル。いわゆる「シューティングブレーク」と呼ばれるタイプの車である。ルーフ部分全体を延長し、ステーションワゴンとして作り変えている。一部の個体に関しては、リアのバルクヘッドを後退させた物も存在し、そのため後席は通常のクーペに比べ大幅に居住性が増している。リンクス・エンジニアリングによれば、「XJ-S :3.6」からフェイスリフト後の「XJR-S」に至るまで、すべてのグレードのイヴェンターが存在するということである。全生産台数67台。日本国内には、2008年現在5台が現存する。当時、手持ちのXJ-Sを直接リンクスへ持ち込み改装したケースの他、エディンバラのアップルヤード・ジャガー（Appleyard Jaguar ）等の大手ディーラーにて新車を注文することができたが、ジャガーの工場からリンクスへ移されてから約5ヶ月間待たなければならなかった。このように新車時からイヴェンターとして販売された車両にはジャガーの走行距離保証と6ヶ月保証が付いたが、腐食、塗装に対するボディ関連の保証は無効とされた。

### アーデン
- AJ2 - ドイツのチューナー、アーデン（de:Arden Automobilbau）より発売されたV型12気筒モデルのコンバーチブル。ルーフはカルマンが手がけており、注文でハードトップも選べた。ノーマルと最も違う点は、5.3リットルのV型12気筒でも4速ATを搭載することと、マイナーチェンジ以前からコンバーチブルに+2のシートを設けたことである。外見では、リップスポイラーやサイドシルなどで判別が可能。
- AJ3 - 前述のイヴェンターと同じく、ルーフを延長しステーションワゴンに仕立てたモデル。
- AJ6 - 「XJR-S」をベースにチューニングしたクーペ。ノーマルと違い、リアのサイドフィンがなく、「XJ-SC」が幌をたたんだときのようなグリーンハウスの形状をしているのが最も大きな特徴。主に排気系や足回りにチューニングを施している。AJ2と同様にエンジンはV型12気筒だがトランスミッションは4速ATを搭載している。
- AJ7 - マイナーチェンジ後のXJR-S6.0をベースに作られたクーペ。AJ6とは違い、リアのフィンはそのままである。エンジンは最高出力を345馬力まで引き上げられ、ホイールは18inになった。

## レース参戦
ジャガー・Eタイプの販売不振を打開するためBLMCの販売重役でモータースポーツが好きだったマイク・デイルが1974年8月からスポーツ・カー・クラブ・オブ・アメリカ（Sports Car Club of America 、SCCA）主催のレースにEタイプで参加することにした。この際協力したのはトライアンフで参戦していたグループ44のボブ・テュリウスと、MGで参戦していたジョー・ホファッカーである。1976年Eタイプ販売終了とXJ-S発売に伴い車両をXJ-Sに切り替え、この際ジョー・ホファッカーは撤退した。この年は苦戦したが1977年にはトランザム・チャンピオンシップでボブ・テュリウス自身がドライバーズタイトルを獲得、1978年にはメイクスタイトルとドライバーズタイトルの両方を獲得している。グループ44は1979年から使用車両をトライアンフに戻したが1981年には再びXJ-Sを選択しランキング2位を得た。この頃トランザム・チャンピオンシップは鋼管スペースフレームを主構造材とする完全なレーシングマシンシルエットフォーミュラで争われており、レーシングマシンの扱いに習熟したグループ44はさらに宣伝効果の高い純レースに参戦することにしてジャガー・XJR-5を開発、これが後の1988年のル・マン24時間レース優勝につながっていくことになった。